# 班德禮
班德禮（英語：Harry Bentley；1992年6月10日—），外號「哈里王子」，是英國騎師，現時於香港策騎。

## 簡歷
班德禮在英國西薩塞克斯郡成長，十六歲踏上策騎之路，跟隨練馬師莫加里學藝，於2010年1月首度取得頭馬。他迄今勝出逾千場賽事，國際經驗豐富，曾在法國、德國、加拿大、美國、阿聯酋和卡塔爾出賽。他在卡塔爾從騎後，獲阿勒薩尼酋長名下的卡塔爾賽馬集團委任為副帥，開始在國際馬壇嶄露頭角。班德禮初到卡塔爾，旋即攻下卡塔爾打吡和卡塔爾金盃兩項卡塔爾一級賽，因而聲名大噪，並於同一季開始更連續六年榮膺卡塔爾冠軍騎師。

## 在港策騎生涯

### 2020/2021年度馬季
2021年3月22日，班德禮初次獲香港賽馬會牌照委員會發出馬會騎師牌照，准許他於2021年4月16日至2020/2021年度馬季結束為止在港上陣。
2021年4月17日，班德禮首度以馬會騎師身份於沙田馬場上陣，首天他策騎「電訊飛彈」、「電玩時代」、「軍威振」、「金碧科」、「忠誠駒」及「美麗精神」六匹坐騎。
2021年4月21日，班德禮於跑馬地馬場憑策騎韋達馬房的「全才」，打開他在香港的勝利之門。同時，班德禮初次在跑馬地馬場出賽便取得勝利，更以2分14秒14的締速刷新跑馬地馬場2200米的紀錄時間。
2021年5月8日，班德禮於沙田馬場憑策騎文家良馬房的「紅麗舍」，首度在沙田馬場取勝。

### 2021/2022年度馬季
2021年6月7日，班德禮獲香港賽馬會牌照委員會發出半季騎師牌照，准許他於2021年7月15日起至2022年2月13日繼續在港上陣。，其後獲延長至2021/2022年度馬季結束為止。
2021年12月29日，班德禮於沙田馬場先後憑策騎「大眾勝利」及「都靈紅星」勝出，在港首度起孖，季內頭馬亦增至8場。
2021/2022年度馬季，班德禮合共勝出25場頭馬。

### 2022/2023年度馬季
2022年10月9日，班德禮於沙田馬場先後憑策騎「上駿之星」、「紅鬃烈馬」及「包裝長勝」勝出，在港首度單日三捷，唯最終在騎師王不及同日豪取七捷的潘頓，未能首度獲封騎師王。

### 2023/2024年度馬季

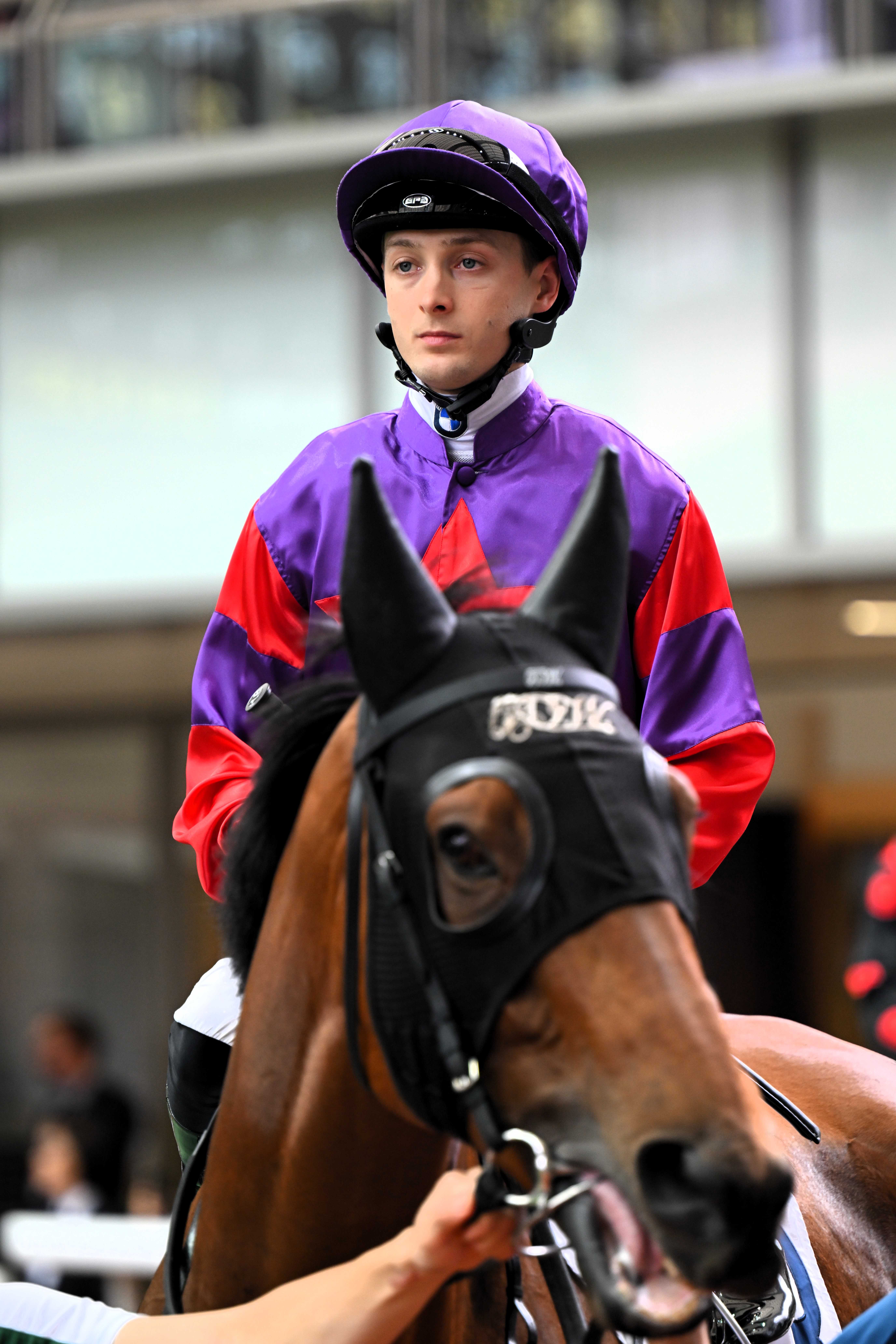
2024年4月28日，班德禮於沙田馬場

2023年10月18日，班德禮於跑馬地馬場先後憑策騎「合金皇」及「添開心」勝出，同時策騎「樂加福」、「平常心」取得第二名及「飛躍凱旋」取得第三名，全晚取得38分，首度在港獲封騎師王。
2023年11月，班德禮涉嫌違反賽事規例第155(5)條，將馬匹資料透露予不恰當人士，並曾同意收受款項（但最終沒有收取），並在10月31日的調查中，發布錯誤消息誤導董事小組。班德禮承認指控，被判罰停賽兩個月，由2023年11月3日星期五，即小組根據賽事規例第12(15)條決定他須暫停策騎當日開始，直至2024年1月3日星期三為止。此外，班德禮被罰款三十萬元。
2024年1月7日，班德禮於沙田馬場憑策騎告東尼馬房的「狀元及第」勝出國際三級賽洋紫荊短途錦標，勝出其策騎生涯首項分級賽錦標。

### 2024/2025年度馬季
2024年12月11日，班德禮在沙田馬場憑策騎巫偉傑馬房的「巴薩諾瓦」勝出，贏得個人在港發展以來第100場頭馬。

## 主要勝出賽事
卡塔爾
- 卡塔爾打吡 - (1) - 度日如飛 (2013)
- 卡塔爾金盃 - (3) - 度日如飛 (2014)、清泉眼 (2016、2019) [7]
- 酋長錦標 - (2) - 清泉眼 (2016、2018) [8]

 阿聯酋
- 杜拜嘉希拿經典錦標（英语：Dubai Kahayla Classic） - (1) - Reda (2017)

 英國
- 七月盃（英语：July Cup） - (1) - 利馬圖（英语：Limato） (2016)

- 莉莉雌馬錦標（英语：Lillie Langtry Stakes） - (1) - 深情簡韻 (2015)
- 挑戰錦標（英语：Challenge Stakes (Great Britain)） - (2) - 利馬圖（英语：Limato） (2017、2018)
- 蘭開夏郡橡樹大賽（英语：Lancashire Oaks） - (1) - 瑪蕾拉 (2020)

- 夏季錦標（英语：Summer Stakes） - (1) - New Providence (2015)
- 威望錦標（英语：Prestige Stakes） - (2) - Hawksmoor (2015)、泰斗愛人 (2018)
- 自豪錦標（英语：Pride Stakes (Newmarket)） - (1) - 菊花后冠 (2017)
- 準則錦標（英语：Criterion Stakes） - (1) - 利馬圖（英语：Limato） (2019)
- 英國短途錦標（英语：Sprint Stakes） - (1) - 嘻哈歌星 (2019)
- 達利錦標（英语：Darley Stakes） - (1) - 菲麗仙 (2019)
- 思蘭錦標（英语：Zetland Stakes） - (1) - 綠草連天 (2019)
- 公主錦標（英语：Princess Royal Stakes） - (1) - 泰斗愛人 (2020)

- 雌馬短途錦標（英语：Flying Fillies' Stakes） - (1) - Valonia (2014)
- 嶺飛橡樹預賽（英语：Lingfield Oaks Trial） - (1) - Toujours L'Amour (2015)
- 八月錦標（英语：August Stakes） - (2) - 金玉良緣 (2015)、荒漠歷奇 (2018)
- 格拉斯哥錦標（英语：Glasgow Stakes） - (1) - 定富 (2017)
- 十月錦標（英语：October Stakes） - (1) - 意志 (2018)
- 遠飛錦標（英语：Barry Hills Further Flight Stakes） - (1) - 摩利亞山 (2018)
- 馬紹爾錦標（英语：Ben Marshall Stakes） - (1) - 趾高氣揚 (2018)
- 銀盃錦標（英语：Silver Tankard Stakes） - (1) - 瑪蕾拉 (2018)
- 潘德法城堡錦標（英语：Pontefract Castle Stakes） - (2) - Isabel De Urbina (2018)、泰斗愛人 (2020)
- 雲裳錦標（英语：Height of Fashion Stakes） - (1) - 蘆薈神效 (2019)
- 基金錦標（英语：Foundation Stakes） - (1) - 飛機師 (2019)

- 韋特比超級短途賽（英语：Weatherbys Super Sprint） - (1) - Ginger Nut (2018)
- 大不列顛錦標（英语：Britannia Stakes） - (1) - 生物測定 (2019)
- 諾芬伯蘭碟（英语：Northumberland Plate） - (1) - Caravan Of Hope (2020)

 土耳其
- International Istanbul Trophy - (1) - Local Time (2015)

 法國
- 森林大賽（英语：Prix de la Forêt） - (1) - 利馬圖（英语：Limato） (2016)

 德國
- 巴伐利亞經典賽（英语：Bavarian Classic） - (1) - Warring States (2017)

 香港
- 洋紫荊短途錦標 - (1) - 狀元及第 (2024)
- 一月盃 - (1) - 喜蓮勇感 (2025)

- 沙田一哩錦標 - (1) - 	友誼至好 (2021)

- 公益金盃 - (1) - 都靈紅星 (2021)
- 九龍塘會盃 - (1) - 多利彩駒 (2024)

## 成就
- 卡塔爾冠軍騎師 - (6) - (2013/14、2014/15、2015/16、2016/17、2017/18、2018/2019年度馬季)

## 在港策騎成績
| 年度        | 冠 | 亞 | 季 | 殿 | 第五 | 出賽次數 | 所贏獎金（港元） | 備註                              |
| ----------- | -- | -- | -- | -- | ---- | -------- | ---------------- | --------------------------------- |
| 2020 - 2021 | 5  | 8  | 11 | 7  | 9    | 134      | $ 10,151,250     | 客串策騎 (由2021年4月至2021年7月) |
| 2021 - 2022 | 25 | 33 | 44 | 29 | 43   | 480      | $ 38,002,300     | 策騎首季                          |
| 2022 - 2023 | 25 | 31 | 46 | 41 | 32   | 453      | $ 42,868,975     | 第2季                             |
| 2023 - 2024 | 39 | 35 | 35 | 38 | 30   | 412      | $ 60,337,725     | 第3季                             |
| 2024 - 2025 | 31 | 36 | 36 | 38 | 39   | 462      | $ 56,804,050     | 第4季                             |
| 總計        |    |    |    |    |      |          |                  |                                   |

## 在港策騎資料
|                | 日期          | 賽事                                      | 場地 | 馬場       | 馬名     | 練馬師   | 名次 | 獨贏賠率 |
| -------------- | ------------- | ----------------------------------------- | ---- | ---------- | -------- | -------- | ---- | -------- |
| 初出賽         | 2021年4月17日 | 第五班 - 1200米                           | 草地 | 沙田馬場   | 電訊飛彈 | 葉楚航   | 10   | 9.3      |
| 首勝利         | 2021年4月21日 | 第三班 - 2200米                           | 草地 | 跑馬地馬場 | 全才     | 韋達     | 1    | 8.7      |
| 級際賽初出賽   | 2021年5月2日  | 三級賽 - 2400米（皇太后紀念盃）           | 草地 | 沙田馬場   | 喜蓮騏星 | 告東尼   | 10   | 23       |
| 級際賽首勝利   | 2024年1月7日  | 三級賽 - 1000米（洋紫荊短途錦標）         | 草地 | 沙田馬場   | 狀元及第 | 告東尼   | 1    | 25       |
| 一級賽初出賽   | 2021年5月23日 | 一級賽 - 2400米（香港冠軍暨遮打盃）       | 草地 | 沙田馬場   | 馬克羅斯 | 告東尼   | 8    | 59       |
| 一級賽首勝利   | —             | —                                         | —    | —          | —        | —        | —    | —        |
| 四歲系列初出賽 | 2022年1月30日 | 四歲系列經典賽 - 1600米（香港經典一哩賽） | 草地 | 沙田馬場   | 幸運有您 | 大衛希斯 | 8    | 25       |
| 四歲系列首勝利 | —             | —                                         | —    | —          | —        | —        | —    | —        |